# ات هزار
ات هزار (به لاتین: At Hazar) یک منطقهٔ مسکونی در بنگلادش است که در ناحیه باریسال واقع شده‌است.